# Kys Mary Pickford
Kys Mary Pickford (russisk: Поцелуй Мэри Пикфорд) er en sovjetisk stumfilm fra 1927 instrueret af Sergej Komarov.
Filmen, der har Igor Iljinskij i hovedrollen, er i dag mest kendt for at indeholde optagelser med det populære filmpar Mary Pickford og Douglas Fairbanks under disses besøg i USSR.

## Medvirkende
- Igor Ilinskij som Goga Palkin
- Anel Sudakevitj som Dusja Galkina
- Abram Room
- Mary Pickford
- Douglas Fairbanks